# Oshiwambo
Oshiwambo o Oshivambo és un grapat de llengües molt relacionades d'Angola i Namíbia pel poble ovambo, notablement Kwanyama (o Oshikwanyama) i ndonga. És una de les llengües oficials de Namíbia, i ho fou del bantustan d'Ovamboland.
Després de la independència de Namíbia el 1990, l'àrea coneguda prèviament com a Owamboland es va dividir en les regions d'Ohangwena, Omusati, Oshana o Otshana i Oshikoto. La població, estimada entre 700.000 i 750.000, fluctua constantment, degut a les fronteres indiscriminades elaborades durant el domini colonial portuguès i alemany, que va tellar l'àrea tribal Oukwanyama, col·locant alguns a Angola i d'altres a Namíbia. Això es tradueix en un moviment transfronterer regular.